# 第28猟兵師団
第28猟兵師団(28. Jäger-Division)は、ドイツ陸軍の猟兵師団である。1942年に第28軽歩兵師団を改編し編成され、主に東部戦線における戦闘に参加した。

## 歩兵師団期
第28歩兵師団は1936年10月1日、第8軍管区のブレスラウで編成された。師団は早くも1939年8月1日に動員され、国境確保のためにオーバー・シュレージェンのラティボル地区に移動し、ここでは第28偵察、第28観測大隊、第28野戦補充大隊が配属した。9月1日、師団はポーランド国境を越え、戦闘の後カトヴィツェを占領。その後、師団はヴィスワ川を越えてクラクフに至った。サン川を渡り、オシュチーでの戦闘の後クラスノブロドでブレスト・リトフスクの鉄道網に到達し、作戦の完了後、師団は西のアーヘン地区に移管され西方の国境警備に配備された。続く対仏侵攻作戦において師団はミュンスターアイフェルより越境しムーズに到達した。さらに進撃を続け、モビュージュを経由してリールへ侵入した。1941年5月、駐屯していたフランス北部からポーランド北部に移管されバルバロッサ作戦に参加し、師団はスワルキからリダ、ネマン川を経由してスモレンスクの北方に進出した。ここでは1941年8月と9月の間、激しい防衛戦を行い、モスクワへの進撃の初に、師団はヤルツェヴォとヴャジマを経由してボルガ川の河口まで進出した。この時点までに師団は大損害を被っていたため、戦線から離脱してフランスに移された。1941年12月1日、師団の第7歩兵連隊は第252歩兵師団に編入され、残りの第49歩兵連隊と第83歩兵連隊は第28軽歩兵師団に改編された。

## 猟兵師団期
1942年2月、第28軽歩兵師団は再び東部戦線に移されクリミアで南方軍集団の指揮下に置かれた。3月30日には6個歩兵大隊が装備良好の状態で、師団砲兵隊を擁する戦闘可能な歩兵師団として機能していた。5月には対パルチザン戦に参加し、その後セヴァストポリ包囲戦にも参加した。
1942年7月1日に「第28猟兵師団(28. Jäger-Division)」に改編されクリミアでの任務を完了した後、9月にヴォルホフの北方軍集団に移送され、第1次ラドーガ湖戦に参加し1943年においても第2次、第3次ラドガ湖戦を戦った。 
1944年1月、赤軍によるノヴゴロド・ルガ作戦の防衛戦後、第1空軍野戦師団の残余部隊を編入し、6月には、コウェル地区の北ウクライナ軍集団と共に第4装甲軍の指揮下に一時的に置かれた後、第2軍に移管された。バグラチオン作戦発動の後、ポーランドに撤退し東プロイセンの第4軍に移管された。ここでは、1945年3月から4月にかけてのハイリゲンバイルの戦いで壊滅した。
1945年5月、師団は東プロイセンにおいて赤軍に降伏。投降時の兵力は1000人にも満たなかった。

## 備考

### 作戦地域
| 年     | 月日   | 軍団 (Armee-Korps)           | 軍 (Armee)         | 軍集団 (Heeresgruppe)           | 師団本部               |
| ------ | ------ | ---------------------------- | ------------------ | ------------------------------- | ---------------------- |
| 1939年 | 9月    | 第8軍団 (VIII. Armeekorps)   | 第14軍 (14. Armee) | 南方軍集団 (Heeresgruppe Süd)   | 南ポーランド           |
| 1939年 | 10月   | 第8軍団 (VIII. Armeekorps)   | 第4軍 (4. Armee)   | B軍集団 (Heeresgruppe B)        | アーヘン               |
| 1940年 | 1月    | 第8軍団 (VIII. Armeekorps)   | 第4軍 (4. Armee)   | B軍集団 (Heeresgruppe B)        | アーヘン               |
| 1940年 | 5月    | 第5軍団 (V. Armeekorps)      | 第4軍 (4. Armee)   | A軍集団 (Heeresgruppe A)        | ベルギー・南フランス   |
| 1940年 | 6月4日 | 第8軍団 (VIII. Armeekorps)   | z. Vfg. 自由運用   | B軍集団 (Heeresgruppe B)        | フランス               |
| 1940年 | 7月    | 第8軍団 (VIII. Armeekorps)   | 第7軍 (7. Armee)   | B軍集団 (Heeresgruppe B)        | フランス               |
| 1940年 | 8月    | 第8軍団 (VIII. Armeekorps)   | 第9軍 (9. Armee)   | A軍集団 (Heeresgruppe A)        | ベルギー・南フランス   |
| 1941年 | 1月    | 第8軍団 (VIII. Armeekorps)   | 第9軍 (9. Armee)   | A軍集団 (Heeresgruppe A)        | ベルギー・南フランス   |
| 1941年 | 5月    | 第32軍団 (XXXII. Armeekorps) | 第15軍 (15. Armee) | D軍集団 (Heeresgruppe D)        | ベルギー・南フランス   |
| 1941年 | 6月    | 第8軍団 (VIII. Armeekorps)   | 第9軍 (9. Armee)   | 中央軍集団 (Heeresgruppe Mitte) | スモレンスク・モスクワ |
| 1941年 | 11月   | 自由運用 (z. Vfg.)           | -                  | D軍集団 (Heeresgruppe D)        | フランス               |

(猟兵師団に再編後)
| 年     | 月日 | 軍団 (Armee-Korps)                                       | 軍 (Armee)                        | 軍集団 (Heeresgruppe)                         | 師団本部       |
| ------ | ---- | -------------------------------------------------------- | --------------------------------- | --------------------------------------------- | -------------- |
| 1942年 | 7月  | 第30軍団 (XXX. Armeekorps)                               | 第11軍 (11. Armee)                | 南方軍集団 (Heeresgruppe Süd)                 | クリミア       |
| 1942年 | 8月  | 第30軍団 (XXX. Armeekorps)                               | 第11軍 (11. Armee)                | A軍集団 (Heeresgruppe A)                      | クリミア       |
| 1942年 | 9月  | 第26軍団 (XXVI. Armeekorps)                              | 第18軍 (18. Armee)                | 北方軍集団 (Heeresgruppe Nord)                | ヴォルホフ川   |
| 1942年 | 10月 | 第26軍団 (XXVI. Armeekorps)                              | 第11軍 (11. Armee)                | 北方軍集団 (Heeresgruppe Nord)                | レニングラード |
| 1942年 | 11月 | 自由運用 (z. Vfg)                                        | 第18軍 (18. Armee)                | 北方軍集団 (Heeresgruppe Nord)                | レニングラード |
| 1942年 | 12月 | 第1軍団 (I. Armeekorps)                                  | 第18軍 (18. Armee)                | 北方軍集団 (Heeresgruppe Nord)                | ヴォルホフ川   |
| 1943年 | 1月  | 第1軍団 (I. Armeekorps)                                  | 第18軍 (18. Armee)                | 北方軍集団 (Heeresgruppe Nord)                | ヴォルホフ川   |
| 1943年 | 2月  | 第26軍団 (XXVI. Armeekorps)                              | 第18軍 (18. Armee)                | 北方軍集団 (Heeresgruppe Nord)                | レニングラード |
| 1943年 | 9月  | 第54軍団 (LIV. Armeekorps (Wehrmacht)) (LIV. Armeekorps) | 第18軍 (18. Armee)                | 北方軍集団 (Heeresgruppe Nord)                | レニングラード |
| 1943年 | 10月 | 自由運用 (z. Vfg)                                        | 第18軍 (18. Armee)                | 北方軍集団 (Heeresgruppe Nord)                | レニングラード |
| 1943年 | 11月 | 第38軍団 (XXXVIII. Armeekorps)                           | 第18軍 (18. Armee)                | 北方軍集団 (Heeresgruppe Nord)                | レニングラード |
| 1944年 | 1月  | 第38軍団 (XXXVIII. Armeekorps)                           | 第18軍 (18. Armee)                | 北方軍集団 (Heeresgruppe Nord)                | レニングラード |
| 1944年 | 3月  | 第8軍団 (VIII. Armeekorps)                               | 第16軍 (16. Armee)                | 北方軍集団 (Heeresgruppe Nord)                | オポーチカ     |
| 1944年 | 4月  | 第2軍団 (II. Armeekorps)                                 | 第16軍 (16. Armee)                | 北方軍集団 (Heeresgruppe Nord)                | オポーチカ     |
| 1944年 | 5月  | 自由運用 (z. Vfg)                                        | 第16軍 (16. Armee)                | 北方軍集団 (Heeresgruppe Nord)                | オポーチカ     |
| 1944年 | 6月  | 自由運用 (z. Vfg)                                        | 第4装甲軍 (4.Panzerarmee)         | 北ウクライナ軍集団 (Heeresgruppe Nordukraine) | コーヴェリ     |
| 1944年 | 7月  | 第55軍団 (LV. Armeekorps)                                | 第2軍 (2. Armee)                  | 北方軍集団 (Heeresgruppe Nord)                | ミンスク       |
| 1944年 | 9月  | 第55軍団 (LV. Armeekorps)                                | 第4軍 (4. Armee)                  | 北方軍集団 (Heeresgruppe Nord)                | 東プロイセン   |
| 1944年 | 12月 | 第41軍団 (XXXXI. Armeekorps)                             | 第4軍 (4. Armee)                  | 北方軍集団 (Heeresgruppe Nord)                | 東プロイセン   |
| 1945年 | 1月  | 第41軍団 (XXXXI. Armeekorps)                             | 第4軍 (4. Armee)                  | 中央軍集団 (Heeresgruppe Mitte)               | 東プロイセン   |
| 1945年 | 2月  | 第26軍団 (XXVI. Armeekorps)                              | 第4軍 (4. Armee)                  | 北方軍集団 (Heeresgruppe Nord)                | 東プロイセン   |
| 1945年 | 4月  | 第26軍団 (XXVI. Armeekorps)                              | 東プロイセン軍 (Armee Ostpreußen) | -                                             | 東プロイセン   |

### 戦闘序列
(1936年)
- 第7歩兵連隊

(Infanterie-Regiment 7)
- 第49歩兵連隊

(Infanterie-Regiment 49)
- 第83歩兵連隊

(Infanterie-Regiment 83)
- 第28砲兵連隊

(Artillerie-Regiment 28)
- 第64歩兵連隊

(Artillerie-Regiment 64)
- 第28観測大隊

(Beobachtungs-Abteilung 28)
- 第28野戦補充大隊

(Feldersatz-Bataillon 28)
- 第28対戦車大隊

(Panzerabwehr-Abteilung 28)
- 第28工兵大隊

(Pionier-Bataillon 28)
- 歩兵師団属第28通信大隊

(Infanterie-Divisions-Nachrichten-Abteilung 28)
(1939年)
- 第7歩兵連隊

(Infanterie-Regiment 7)
- 第49歩兵連隊

(Infanterie-Regiment 49)
- 第83歩兵連隊

(Infanterie-Regiment 83)
- 第28砲兵連隊

(Artillerie-Regiment 28)
- 第64歩兵連隊

(Artillerie-Regiment 64)
- 第28観測大隊

(Beobachtungs-Abteilung 28)
- 第28野戦補充大隊

(Feldersatz-Bataillon 28)
- 第28対戦車大隊

(Panzerabwehr-Abteilung 28)
- 第28工兵大隊

(Pionier-Bataillon 28)
- 第28偵察大隊

(Aufklärungs-Abteilung 28)
- 歩兵師団属第28通信大隊

(Infanterie-Divisions-Nachrichten-Abteilung 28)
- 歩兵師団属第28輸送司令部

(Infanterie-Divisions-Nachschubführer 28)
(1942)
- 第49猟兵連隊

(Jäger-Regiment 49)
- 第83猟兵連隊

(Jäger-Regiment 83)
- 第28砲兵連隊

(Artillerie-Regiment 28)
- 第28野戦補充大隊

Feldersatz-Bataillon 28
- 第28工兵大隊

Pionier-Bataillon 28
- 第28対戦車猟兵大隊

(Panzerjäger-Abteilung 28)
- 第28偵察大隊

(Aufklärungs-Abteilung 28)
- 師団附属諸隊

(Divisions-Einheiten 28)